# Marco Scandella
Marco Scandella, född 23 februari 1990 i Montréal, är en kanadensisk professionell ishockeyspelare som spelar för Buffalo Sabres i NHL. 
Han har tidigare spelat på NHL-nivå för Minnesota Wild och på lägre nivåer för Houston Aeros i AHL.

## Spelarkarriär

### NHL

#### Minnesota Wild
Han draftades i andra rundan i 2008 års draft av Minnesota Wild som 55:e spelare totalt.

#### Buffalo Sabres
30 juni 2017 tradades han tillsammans med Jason Pominville och ett draftval till Buffalo Sabres i utbyte mot Marcus Foligno, Tyler Ennis och ett draftval.

## Privatliv
Scandella är brorson till den före detta NHL-spelaren Sergio Momesso.